# Араджа (Сирія)
Араджа (англ. Arajah, араб. عراجة) — поселення в Сирії, що складає невеличку друзьку общину в нохії Шакка, яка входить до складу однойменної мінтаки Шагба в південній сирійській мухафазі Ас-Сувейда.